# Robert Stewart (1. markiz Londonderry)
Robert Stewart (ur. 27 września 1739, zm. 6 kwietnia 1821 w Mount Stuart) – brytyjski arystokrata i polityk, syn Alexandra Stewarta i Mary Cowan, córki Johna Cowana. Pochodził z Irlandii. Jako nastolatek został wysłany przez ojca na naukę do Genewy. Później Robert odbył podróż po Europie. Po powrocie zakochał się w lady Sarah Frances Seymour (27 września 1747 - 18 lipca 1770), córce Francisa Seymour-Conwaya, 1. markiza Hertford i lady Isabelli FitzRoy, córki 2. księcia Grafton. Para pobrała się 3 czerwca 1766 w Dublinie. Robert i Sarah mieli razem dwóch synów:
- nieznany z imienia, zmarł niedługo po urodzeniu
- Robert Stewart (18 czerwca 1769 - 12 sierpnia 1822), 2. markiz Londonderry

Lady Sarah zmarła w 1770 r., w wyniku komplikacji przy trzeciej ciąży. Stewart ożenił się ponownie 7 czerwca 1775 r. z lady Frances Pratt (zm. 18 stycznia 1833), córką Charlesa Pratta, 1. hrabiego Camden i Elisabeth Jeffreys, córki Nicholasa Jeffreysa. Robert i Frances mieli razem jedenaścioro dzieci, z których tylko troje przeżyło dzieciństwo:
- Emily Jane Stewart (zm. 18 października 1865), żona Henry’ego Hardinge’a, 1. wicehrabiego Hardinge, miała dzieci
- Frances Anne (24 czerwca 1777 - 9 lutego 1810), żona generała Charlesa FitzRoya, była matką Roberta FitzRoya
- Charles William Vane (18 maja 1778 - 6 marca 1854), 3. markiz Londonderry

Po ojcu odziedziczył rozległe włości w Irlandii. Stewart zakupił do majątku kolejne posiadłości. Na ziemiach należących do Stewartów wciąż obowiązywały wysokie podatki, jakie musieli płacić chłopi. Zasługą Roberta było ich znaczne obniżenie, co jednak nie uszczupliło jego majątku.
W 1771 r. został wybrany do Izby Gmin z okręgu County Down. Zasiadał tam do 1783 r. 20 września 1789 r. został mianowany baronem Londonderry z prawem do zasiadania w Izbie Lordów. Później otrzymał kolejne tytuły: wicehrabiego Castlereagh (1 października 1795), hrabiego Londonderry (8 sierpnia 1796) i wreszcie markiza Londonderry (13 stycznia 1816).
Robert Stewart, prokatolicki torys, zmarł w swojej rezydencji w Mount Stewart w 1821 r. Tytuły odziedziczył jego najstarszy syn.